# Schleifbrand
Als Schleifbrand werden Gefüge- und Eigenspannungsänderungen in der Randzone von Bauteilen bezeichnet, die bei der Hartbearbeitung aufgrund einer thermischen Überlastung entstehen.

## Grundlagen / Entstehung

Bild 1. Ausgedehnte Neuhärtezonen (weiße Schicht) mit umgebenden Anlasszonen (dunkelbrauner Bereich) in der Oberfläche eines geschliffenen Wälzlagerringes aus Stahl 100Cr6, geätzt mit 3 %iger alk. HNO_{3} (Quelle imq)

Bei einer mechanischen Bearbeitung von Stählen entsteht Wärme, die in das zu bearbeitende Bauteil eingetragen wird. Dieser Wärmeeintrag kann zu irreversiblen Veränderungen der Struktur und des Gefüges sowie daraus resultierenden Eigenspannungsveränderungen insbesondere in den Randzonen des Bauteiles führen. Man spricht von einer thermischen Überlastung, beim Schleifens von Werkstücken nennt man dies Schleifbrand. Ähnliche Schädigungen können auch bei anderen mechanischen Bearbeitungsverfahren, wie z. B. beim Hartdrehen entstehen. Zwar laufen hier grundsätzlich die gleichen wärmeinduzierten Vorgänge im Werkstoff wie beim Schleifen ab, jedoch bewirken die unterschiedlichen Werkzeuge, dass die dabei möglichen „Verbrennungen“ sich in ihrer Ausprägung vom eigentlichen Schleifbrand unterscheiden. Diese Gefügeänderungen sollten deshalb nach dem Bearbeitungsverfahren, welche es hervorgerufen hat, benannt werden. Im Falle des Hartdrehens also als Drehbrand.
Schleifbrand kann in Form von Anlasszonen und bei noch höherem Wärmeeintrag in Form von Neuhärtungszonen auftreten (Bild 1).

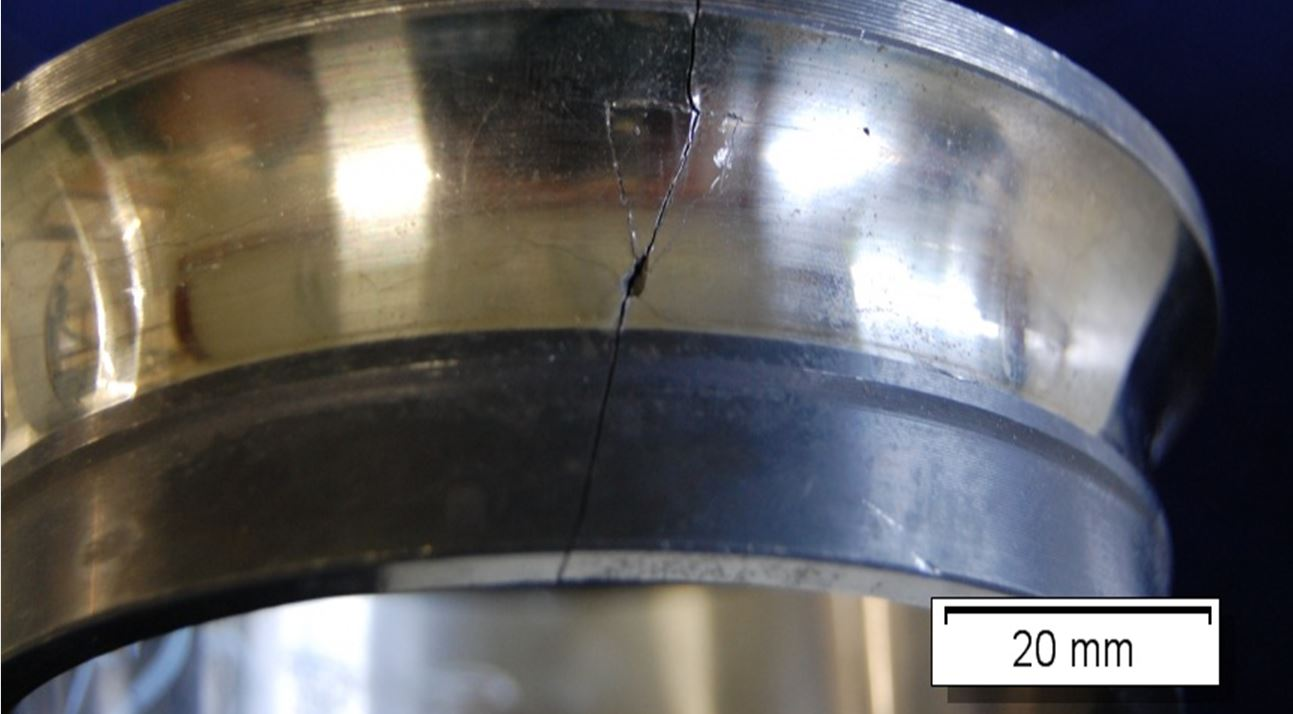
Bild 2: Schadensfall an einem Wälzlagerinnenring, Übersicht (Quelle imq)

Möglich ist auch, dass der Schleifbrand sich nicht durch im Lichtmikroskop sichtbare Gefügeänderungen, sondern nur durch Veränderungen der Eigenspannungen äußert.
Voraussetzung für die Entstehung von Schleifbrand ist die Eigenschaft des eingesetzten Werkstoffes, ein martensitisches Gefüge auszubilden. Bei hochlegierten austenitischen Stählen und hochlegierten ferritischen Stählen kann daher kein Schleifbrand auftreten. Der Kohlenstoffgehalt im Stahl muss so groß sein, dass beim raschen Abkühlen die Gefügephase Martensit entstehen kann. Dies ist ab einem Kohlenstoffgehalt über 0,3 Masse-% der Fall.

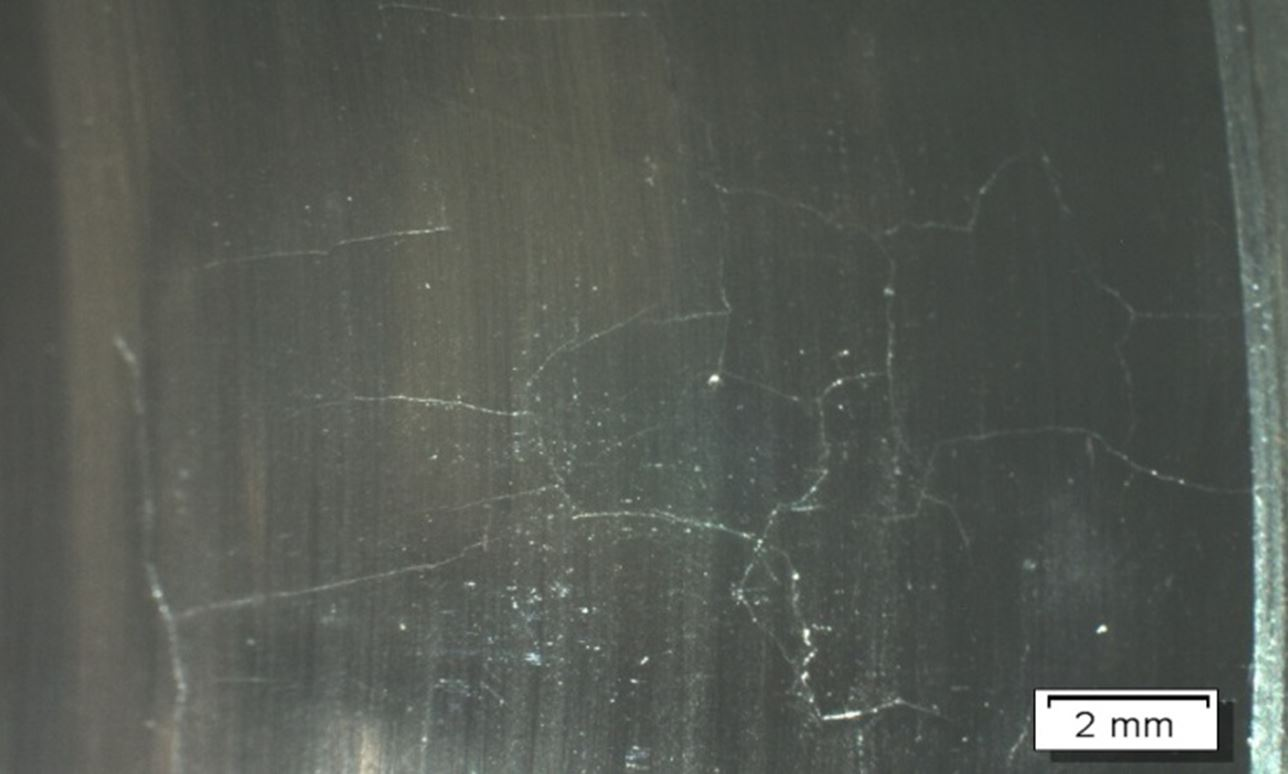
Bild 3: Rissnetzwerk an einem Wälzlagerinnenring, Detail (Quelle imq)

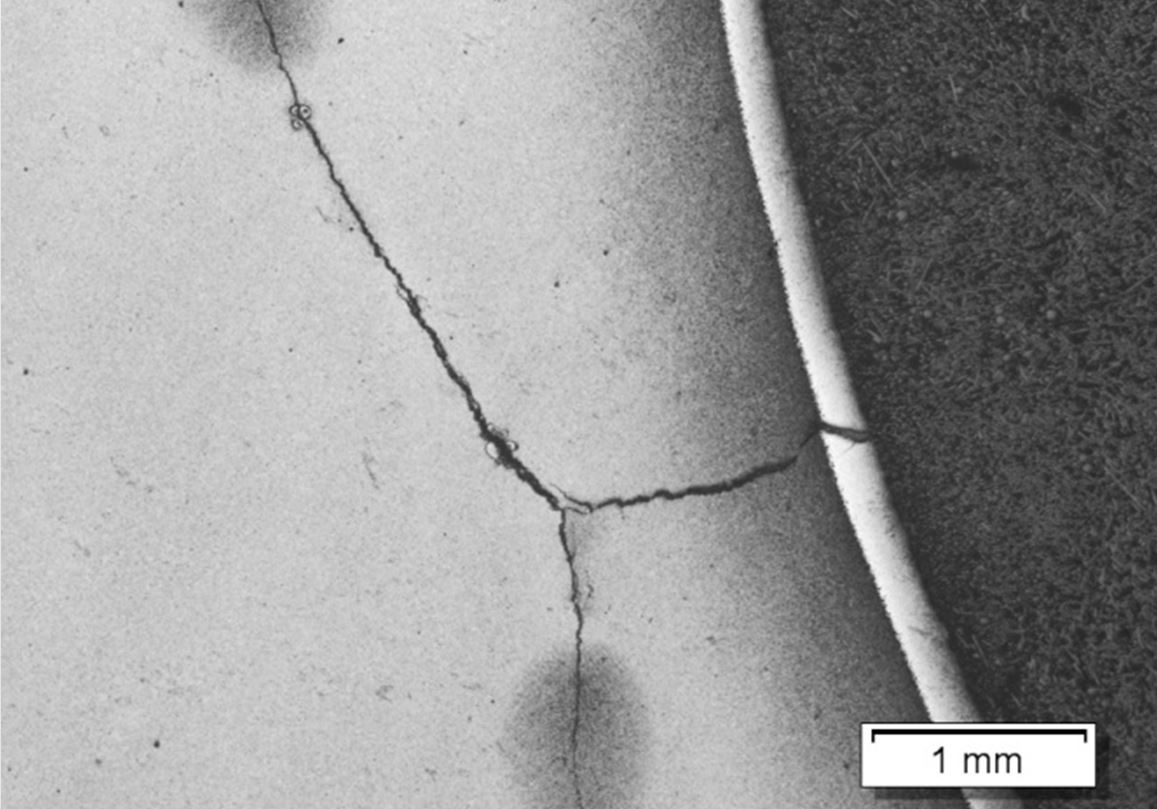
Bild 4: Rissbildung durch starken Schleifbrand mit Neuhärtezonen und Anlasszonen, metallografischer Querschliff (Quelle imq)

Die beim Schleifbrand entstandenen Gefüge- und Eigenspannungsänderungen führen zu lokal veränderten Bauteileigenschaften und setzen die Lebensdauer und Langzeitstabilität herab. Bild 2 zeigt einen Schadensfall an einem Wälzlagerinnenring, der durch Schleifbrand hervorgerufen wurde. Die Detailaufnahme der Laufbahnoberfläche zeigt ein Rissnetzwerk (Bild 3). Im metallografischen Querschliff wird der Auslöser für die Rissbildung deutlich: starker Schleifbrand mit Neuhärtezonen und Anlasszonen (Bild 4).
Mit dem bloßen Auge ist Schleifbrand nur bei sehr stark geschädigten Werkstücken zu sehen. Dann bilden sich blaue bis schwarze Verfärbungen auf dem Bauteil, die durch Oxidation der Oberfläche verursacht werden, so genannte Anlassfarben. Dies ist jedoch in der Regel nicht der Fall. Deshalb wurden zum Nachweis von Schleifbrand in bzw. auf der Oberfläche eines Bauteiles verschiedene Verfahren der Schleifbrandprüfung entwickelt.

## Nachweis / Prüfung von Schleifbrand
Das älteste Verfahren ist die Schleifbrandätzung, auch Nitalätzung genannt (US-Norm AGMA 2007-B92, AMS 2649, ISO 14104). Durch die Schleifbrandätzung erfolgt eine chemische Veränderung der Bauteiloberfläche und es bleiben Verfärbungen zurück. Außerdem ist das Verfahren schlecht automatisierbar. Deshalb haben sich in den letzten Jahren zerstörungsfreie Prüfverfahren zur Detektion von Schleifbrand wie das Barkhausen-Rauschen-Verfahren und die Wirbelstromprüfung etabliert.